# Мтиралишвили, Георгий Сикович
Георгий Сикович Мтиралишвили (12.09.1923, Грузия —) — наводчик миномёта 313-го гвардейского стрелкового полка, гвардии сержант.

## Биография
Родился 12 сентября 1923 года в селе Насамхрали Телавского района Грузии. Грузин. Член ВКП/КПСС с 1944 года. Работал бригадиром в совхозе.
В Красной Армии с 1942 года. На фронте в Великую Отечественную войну с марта 1942 года. Первое боевое крещение получил на Северном Кавказе. Воевал в составе Степного и 2-го Украинского фронтов. Участвовал в Курской битве, форсировал Днепр, освобождал правобережную Украину, Румынию, Венгрию, Чехословакию.
Наводчик 120-миллиметрового миномёта 313-го гвардейского стрелкового полка гвардии сержант Мтиралишвили в составе расчёта 16 января 1944 года в бою за село Овсяниковка поддерживал огнём наступление полка. Противник упорно сопротивлялся. Точным огнём расчёт подбил бронетранспортёр, подавил пулемёт, вывел из строя свыше десяти солдат противника. Своими действиями миномётчики вынудили врага оставить свои позиции.
Приказом командира 110-й гвардейской стрелковой дивизии от 15 февраля 1944 года за мужество, проявленное в боях с врагом, гвардии сержант Мтиралишвили награждён орденом Славы 3-й степени.
Мтиралишвили в составе того же полка, дивизии с расчётом 17 сентября 1944 года при отражении контратак противника юго-западнее города Тимишоара из миномёта поразил два пулемёта и пушку, рассеял и истребил до взвода пехоты. 13 октября 1944 года в боях за населённый пункт Надь-Баеш подавил три огневых точки противника, мешавшие наступлению.
Приказом по 53-й армии от 30 ноября 1944 года гвардии сержант Мтиралишвили награждён орденом Славы 2-й степени.
В боях за населённые пункты Кластава, Белуи, Принчов за период с 28 февраля по 4 марта 1945 года Мтиралишвили с расчётом огнём из миномёта поджёг бронетранспортёр, уничтожил четыре пулемёта и более десяти вражеских солдат.
В боях за город Бан-Штявница 6 марта 1945 года при отражении контратак противника совместно с другими расчётами выдвинул миномёт на открытую позицию и метким огнём подавил два пулемёта и миномётную батарею, уничтожил около двадцати противников.
Указом Президиума Верховного Совета СССР от 15 мая 1946 года за мужество, отвагу и героизм, гвардии сержант Мтиралишвили Георгий Сикович награждён орденом Славы 1-й степени.
В 1947 году демобилизован. Жил в селе Кисисхеви. В 1957 году окончил сельскохозяйственный техникум в городе Сагурамо Мцхетского района Грузии. Работал заведующим отделом в совхозе. Переехал в родное село.
Награждён орденами Славы 1-й, 2-й и 3-й степени, Отечественной войны 1-й степени, Красной Звезды, медалями.